# La poule aux œufs d'or
La poule aux œufs d'or je francouzský němý film z roku 1905. Režisérem je Gaston Velle (1868–1948). Film trvá zhruba 14 minut. Film byl inspirován stejnojmennou bajkou Jeana de La Fontaina, vycházející z Ezopovy bajky Husa, která snesla zlatá vejce.